# Thomas Godfrey
Thomas Godfrey   (Bristol, 10 de gener de 1704 - Filadèlfia, desembre 1749) va ser un vidrier i matemàtic i astrònom autodidacte de la colònia de Pennsilvània, que va inventar l'octant el 1730. Un octant similar també va ser inventat de manera independent al mateix temps per John Hadley a Londres, amb Hadley rebent la major part del crèdit per al desenvolupament.
Va publicar almanacs i va contribuir amb assaigs sobre matemàtiques, astronomia i temes generals a la Pennsylvania Gazette i al Pennsylvania Journal. Va ajudar l'agrimensor gal·lès Lewis Evans a realitzar observacions astronòmiques per corregir la longitud de Filadèlfia en mapes publicats per Evans.
Va ser amic de Benjamin Franklin i membre fundador del club Junto, que va ser el precursor de la American Philosophical Society. Va exercir com a director de les biblioteques de Filadèlfia i va ser membre de la American Philosophical Society amb el títol de "matemàtic".